# Tevita Mara
Roko Tevita Kapaiwai Lutunauga Uluilakeba Mara, dit Tevita Mara, est un militaire et grand chef autochtone fidjien.

## Biographie
Il est le fils de Ro Lady Lala Mara, qui est la Roko Tui Dreketi (en), l'un des titres coutumiers les plus prestigieux de l'aristocratie fidjienne, détenu par le plus haut chef de la province de Rewa et de la confédération Burebasaga, et de Ratu Sir Kamisese Mara, le premier Premier ministre des Fidji après l'indépendance du pays en 1970 et longtemps la figure dominante de la vie politique du pays,.
Il fait carrière dans les Forces militaires de la république des Fidji, atteignant le grade de lieutenant-colonel et devenant le commandant du 3e bataillon du Régiment d'Infanterie de l'armée,. Il prend part au coup d'État militaire de 2006 mené par Frank Bainimarama, et devient membre du conseil militaire qui conseille le gouvernement qui en est issu,. En mai 2011, toutefois, il est inculpé pour mutinerie, et fuit le pays, trouvant refuge aux Tonga. Accueilli à la cour du royaume, il y devient un conseiller du roi Tupou VI. Les deux hommes sont de lointains parents : Lord Veikune, arrière-arrière-grand-père de Tevita Mara dans la lignée maternelle, est un noble tongien et l'arrière-arrière-grand-père maternel de Tupou VI. Cela fait également d'eux les descendants d'Enele Maʻafu, prince tongien devenu grand chef fidjien en devenant le premier Tui Lau (en) (chef des îles Lau), et arrière-grand-père de l'épouse de Lord Veikune.
Depuis Nukuʻalofa, Tevita Mara accuse Frank Bainimarama de n'être que la marionnette de son bras droit, Aiyaz Sayed-Khaiyum, et demande aux gouvernement australien et néo-zélandais de renverser le gouvernement fidjien. Tevita Mara est alors accusé par l'universitaire Crosbie Walsh, de l'université du Pacifique Sud, de jouer la carte traditionnelle de la droite autochtone ethno-nationaliste fidjienne, à savoir suggérer que les autochtones sont manipulés par des « Indiens » rapaces et rusés,.
Après la défaite du gouvernement Bainimarama aux élections législatives fidjiennes de 2022, il revient aux Fidji en mars 2023. En juillet 2025 il est fait Tui Nayau, titre de grand chef précédemment porté par son père, et par la même occasion Tui Lau, au cours d'une cérémonie à laquelle assistent notamment le roi Tupou VI des Tonga, la reine Nga Wai Hono i te po Paki du Kingitanga néo-zélandais, l'ancien président des Fidji -et chef coutumier de Macuata- Ratu Wiliame Katonivere, la Roko Tui Dreketi (cheffe coutumière suprême) de Rewa -et ancienne cheffe de l'opposition parlementaire- Ro Teimumu Kepa (par ailleurs tante maternelle de Tevita Mara), et le ministre des Affaires autochtones Ifereimi Vasu,,.